# サンタアナ川

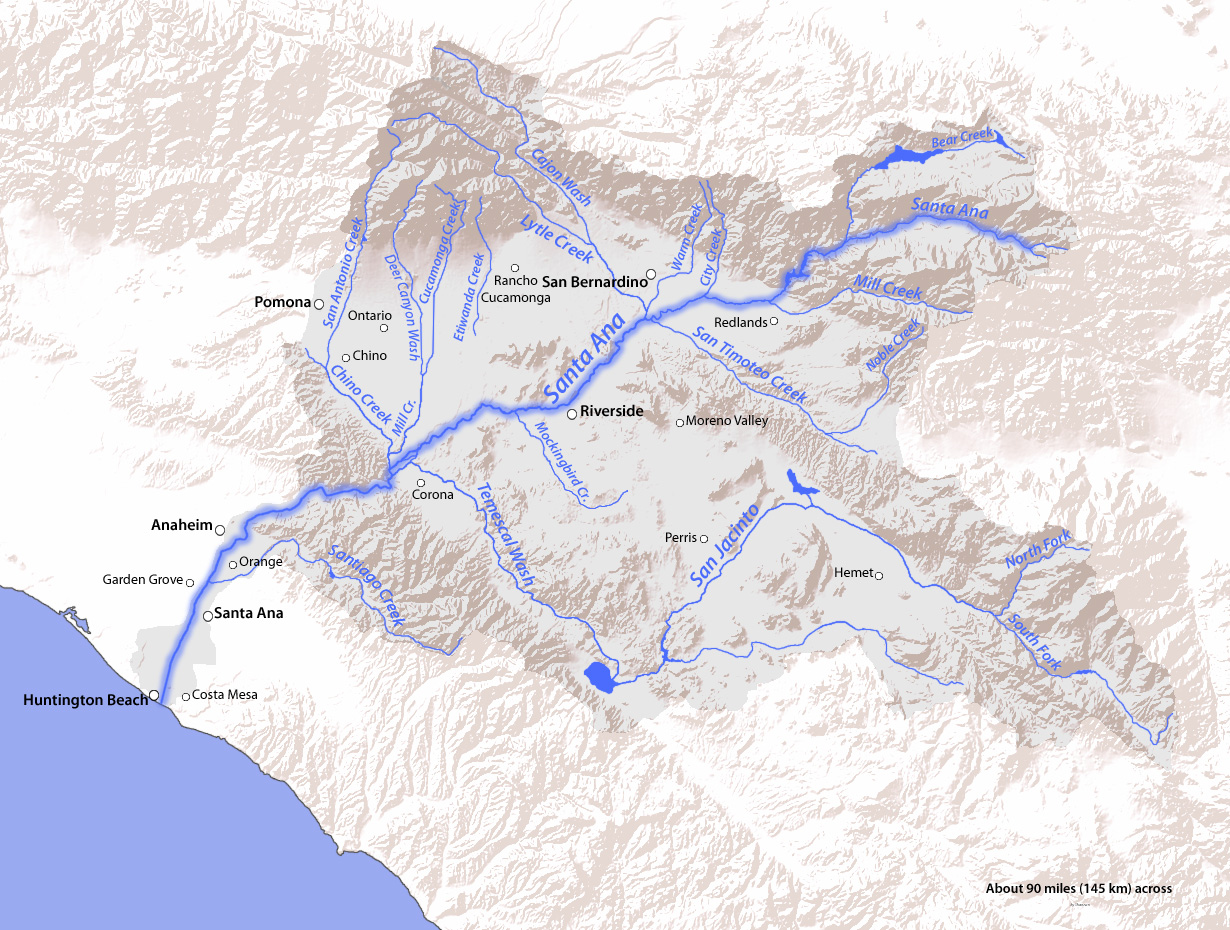
サンタアナ川流域図

サンタアナ川（英: Santa Ana River）は、アメリカ合衆国カリフォルニア州南部で最大の川である。その流域は4つの郡に跨っている。サンバーナーディーノ山脈を流れ出て、サンバーナーディーノ市とリバーサイド市を抜け、サンタアナ山脈の北端を切り、南西のサンタアナ市を過ぎてから太平洋に注いでいる。全長は96マイル (154 km)、流域面積は2,650平方マイル (6,863 km²) である。
その大きさ故に流域は極めて多様である。北と東の内陸山脈の高峰から、暑く乾燥する内陸部半砂漠盆地や西部の平坦な海岸平原まである。その気候も乾燥した高山気候からシャパラルと砂漠気候まであり、全体的に大変乾燥している。本流と支流の大半では比較的少量の水しか流れていない。支流の中では最大であるサンジャシント川は、極度に雨の多い年以外、サンタアナ市まで水流が達しない。植生も少ないために鉄砲水が起こりやすい。それでも様々な動物や植物が常にこの川に頼って生息している。
サンタアナ川流域には少なくとも9000年前から人類が住んでいた。インディアンの部族としては4部族が住んでいたが、その生活の糧を川に大きく依存していた。1769年に最初のヨーロッパ人が探検し、19世紀のスペイン伝道所の神父からその名前が付けられた。4つの郡では最大級の水源であるので、多くの大型ランチョが川とその主要支流の1つであるサンティアゴ・クリーク沿いに開発された。その成長期にはサンタアナやリバーサイドなど多くの大都市が造られており、この両市はサンタアナ川に因んでその名前が付けられた。20世紀初期に破壊的な大洪水が起こったので、近年は導流路やダムの建設が進められた。

## 流路

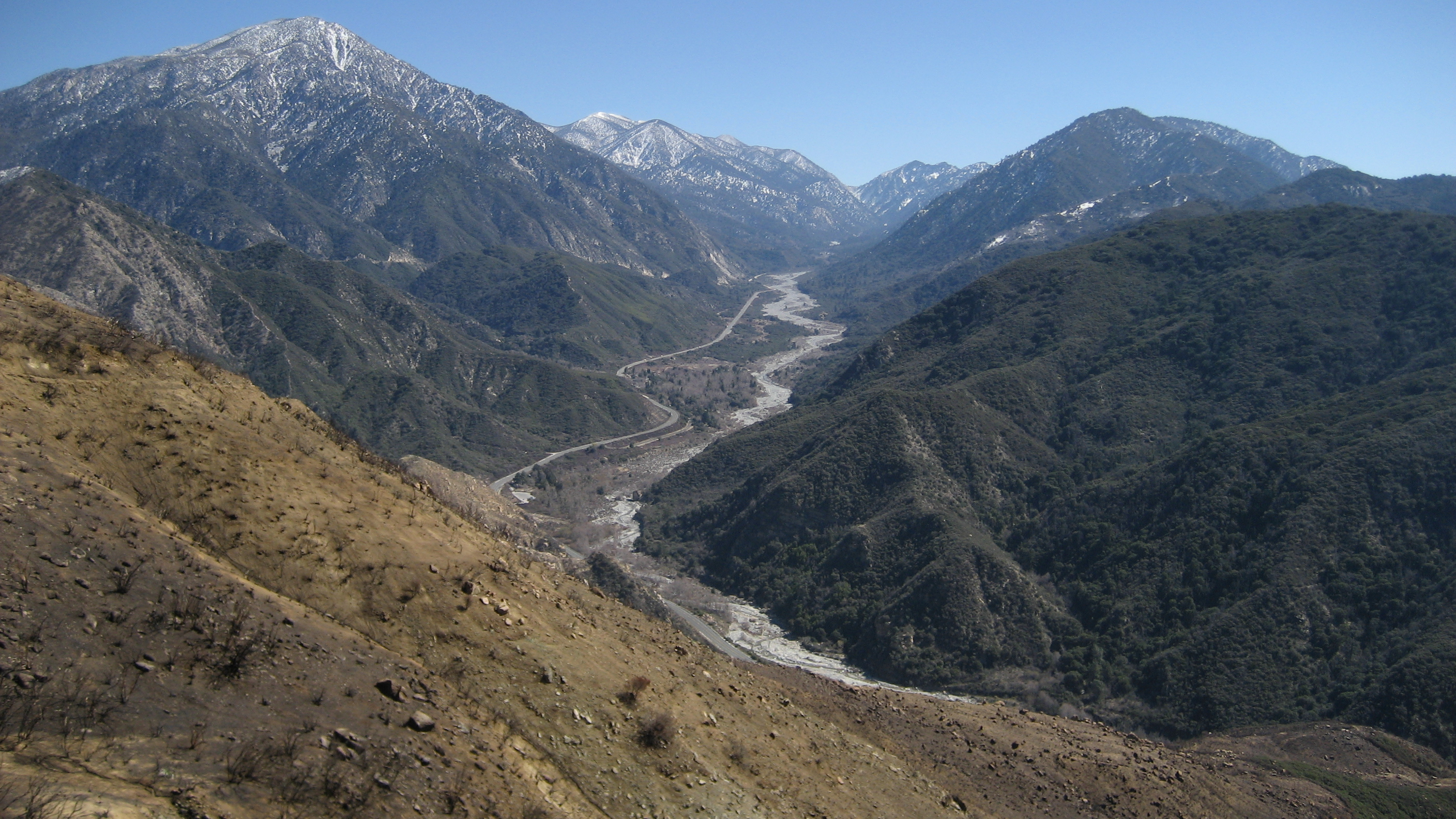
ミル・クリーク、サンタアナ川の2つ有る主要水源の1つ

サンタアナ川はサンバーナーディーノ山脈南部のサンタアナ・キャニオンに発する。標高6,991フィート (2,131 m) でハートバー・クリークとクーン・クリークという2つの小さな水流が合流している。標高の高い水源として、標高9,288フィート (2,831 m) のドラー湖と 9,068 フィート (2,764 m) のドライ湖があり、どちらもサンゴルゴニオ山の北斜面にあって、左岸側の小さな南支流の水源になっている。最初はその幅広く深い峡谷を西に流れ、水源から18マイル (29 km) 進むと、右手から最初の大きな支流であるベア・クリークが合流する。その後著名なビッグベア湖から南西に流れる。ここから南に転じてセブンオークス・ダムを通り、峡谷部からサンバーナーディーノ郡とリバーサイド郡の乾燥した内陸盆地に出る。ここで左手からミル・クリークが合流し、西に向いてサンバーナーディーノ市に向かう。都市部を過ぎると右手からシティ・クリークと合流し、両岸を土盛堤防で固めた洪水制御水路に入る。
シティ・クリークと合流してから間もなくライトル・クリークが右手から入る。ライトル・クリークはサンタアナ川の支流の中では大きな方であり、サンバーナーディーノ山脈中央の3つの支流から流れ出て南西に向かい、ライトル・クリーク湿地となった後に本流と合流する。そこからサンタアナ川は南西に流れ、リバーサイド市を過ぎた後に、プラド・ダムで造られた通常は乾燥している洪水制御貯水池に入る。この貯水池で右手からチノ・クリークと左手からテメスカル・クリークという2つの主要な支流が合流する。テメスカル・クリークは、サンジャシント川が流れ込むエルシノーレ湖から出てくる水を受けるので、支流の中では最も大きな地域の水を流すことになる。長さでも32マイル (51 km) と最も長い。雨が多い年を除き、エルシノーレ湖は溢れ出るほどの水を湛えないので、テメスカル・クリークにはほとんど水が流れていない。

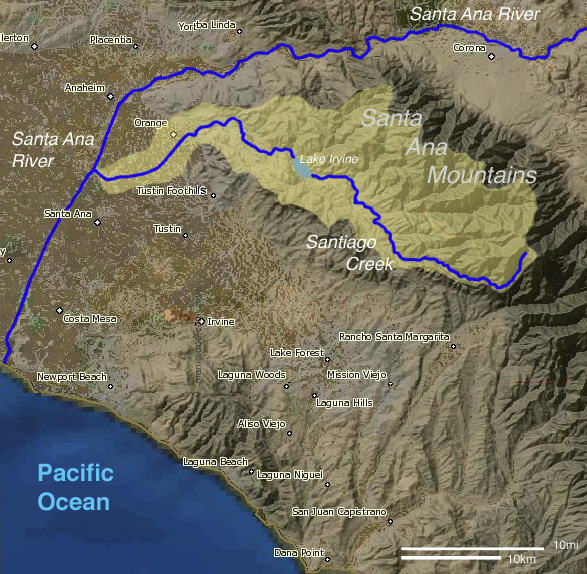
サンティアゴ・クリーク

プラド・ダムから流れ出たサンタアナ川は、サンタアナ山脈北部とプエンテヒルズおよびチノヒルズの間の2つめの峡谷サンタアナ・キャニオンを抜け、オレンジ郡を横切る。南西に太平洋に向かうときにオレンジ郡内をほぼ2分している。ここで水量の全体はオレンジ郡北部帯水層の地下水涵養のために地面に拡がり、郡内全市の水の約半分を供給している。ここから下流のサンタアナ川は洪水制御と排水を流すためだけにあり、通常はチョロチョロと流れているだけである。オレンジ市とタスティン市を過ぎると左手からサンティアゴ・クリークが合流し、アナハイム市に入る。ここで川は土盛堤防の間のコンクリートで固められた洪水制御水路の中に完全に閉じ込められる。サンタアナ市の近くで州間高速道路5号線の下をくぐり、河床は再び土となって、ハンティントンビーチとニューポートビーチの間にある河口に向かう。川はサンタアナ川郡立海浜の北端で海に流れ込む前に小さなラグーンと融合する。

## 流域
サンタアナ川の流域は南カリフォルニアと南部海岸では最大であり、流域面積は2,650平方マイル (6,863 km²) である。州内4郡に跨っている。本流はこれら4郡のうち3郡を流れ、支流がロサンゼルス郡を流れてサンタアナ川に入っている。その特徴は平坦で乾燥したインランド・エンパイアの盆地やオレンジ郡北中部の海岸平原であり、またこの川と垂直に近く交わり北西から南東に走るサンタアナ山脈で2つの部分に分かれている。かつては自由に流れ永続していた川に50以上の支流が合流している。テメスカル・クリーク・バレーがサンタアナ川流域の主要部分と自然地理的な様相を代表している。テメスカル・クリークとサンジャシント川を流れる流域が全体の45％ほどに相当し、アンサ・ボレンゴ州立公園まで南に拡がっている。
2000年時点でサンタアナ川流域には約480万人が住んでいる。人口の大半はサンバーナーディーノ市、リバーサイド市およびサンタアナ市といった川に近い都市中心に集中している。インランド・エンパイアでは人々が川沿いの狭い領域で生活しており、他の土地は農業と牧畜に使用されている。しかしオレンジ郡ではほとんど全ての土地が都市化されている。その結果、サンタアナ川流域はサンタアナ山脈を境として2つの特徴ある地域に分かれていると考えられる。途中にある大きな湖としてはエルシノーレ湖、アーバイン湖、マシューズ湖、ペリス湖、ダイアモンドバレー湖、スキナー湖およびビッグベア湖がある。エルシノーレ湖のみが自然の湖である。他の湖は郡や州の水管理機関が建設したダムで形成された。例えばダイアモンドバレー湖はカリフォルニア州水プロジェクトのために造られた。

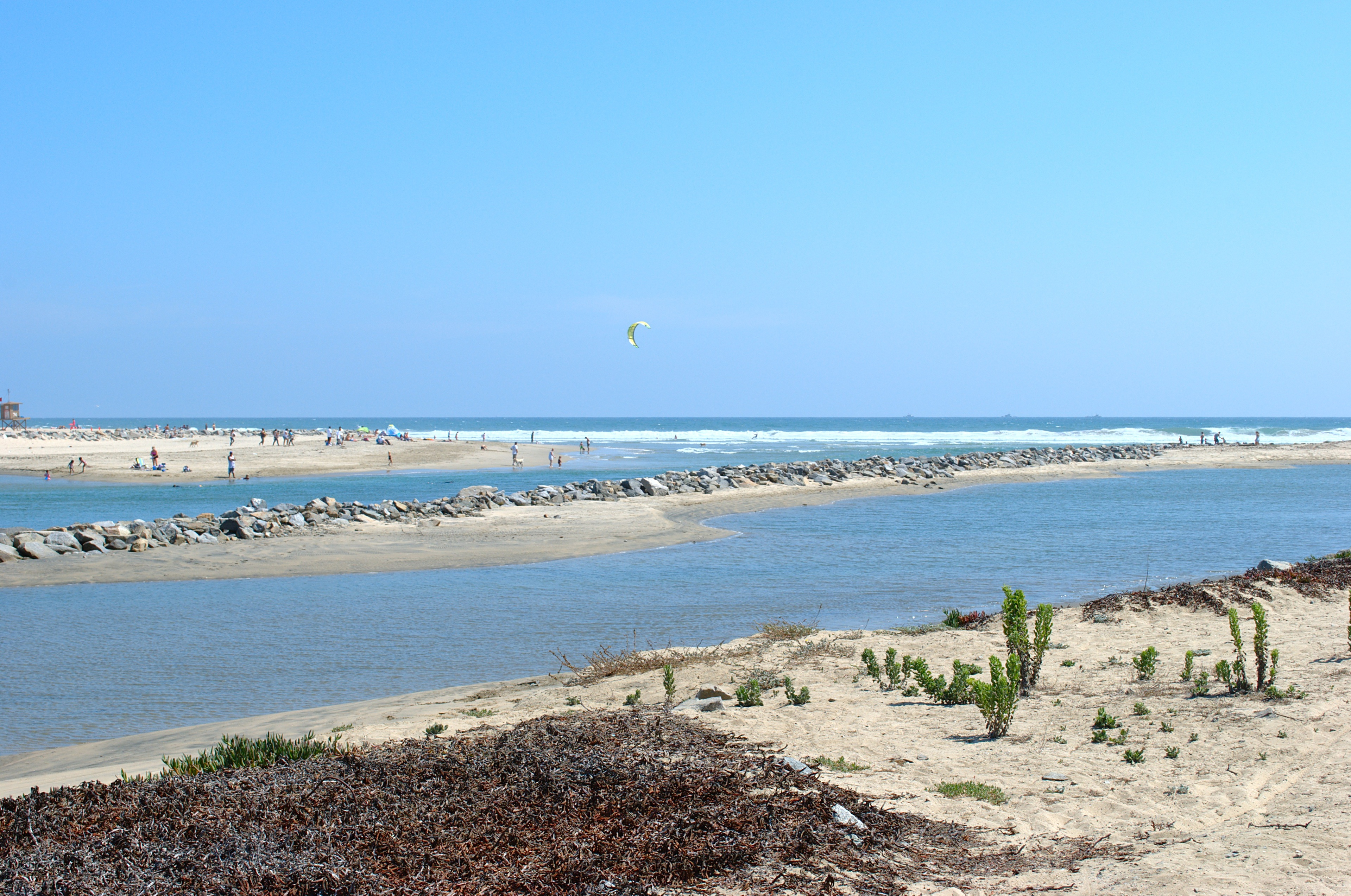
ハンティントンビーチとニューポートビーチの間にある水路化されたサンタアナ川河口

南カリフォルニアの主要な川の流域幾つかがサンタアナ川流域と接している。北西にはサンガブリエル川がありロングビーチを河口とする主要河川である。南西にはサンディエゴ・クリークがあり、その流域はほとんどオレンジ郡内にある。南西部と太平洋の間の地域を流れる河川としてはアリソ・クリーク、サンフアン・クリーク、サンマテオ・クリーク、サンタマルガリータ川、およびサンルイスレイ川がある。サンタアナ川流域の東にはホワイトウォーター川流域とコーアチェラ・バレーがあり、ソルトン湖に流れ込んでいる。北にはモハーヴェ川があり、モハーヴェ砂漠の内陸湖に流れ込んでいる。
サンティアゴ・クリークの下流、オレンジ郡内の流域は極端に狭い。これはオレンジ郡内の元の流れが分岐してタルバートとハンティントンビーチの洪水制御水路に入り、サンタアナ川の河口に大変近い所で太平洋に注いでいるからである。オレンジ郡を抜けるサンタアナ川の大半は現在上流地域の流出水を直接太平洋に導く導管として機能しており、サンティアゴ・クリーク合流点の下流地域ではほとんど流れていない。オレンジ郡内で昔サンタアナ川に水を流していた約21.4平方マイル (55.4 km²) の土地は現在、2つの洪水制御水路、人口では「タルバート水路」と呼ばれるものに排水している。サンタアナ川は昔、太平洋に注ぐ多くの出口があった。その内の1つが北のサンガブリエル川、あるいは南のニューポート・ハーバーにまで広げられた。
実際に最終的に太平洋に注いでいた当初の河口は現在のニューポート・ハーバーへの入口となっている所にあった。1878年から行われたアメリカ合衆国海岸調査によれば、ニューポート・ベイは幾つかの開放水路のある川の入り江だった。川がこの入り江に流れ込んで沈泥をもたらし、操船が難しくなった。ニューポート・ハーバーを造るために、サンタアナ川が積み上げた砂で湾が埋まらないようにしておく必要があった。1920年、川がニューポート・ベイに入らないようにするためにビターポイント・ダムが建設され、現在のハンティントンビーチで大洋に注ぐ水路になった。新しい河口を形成するために石の突堤が造られた。ニューポート・ハーバーにある島の全ては浚渫による産物であり、サンタアナ川が長い間に運んできた砂と沈泥から人が造り上げたものである。

## 地質

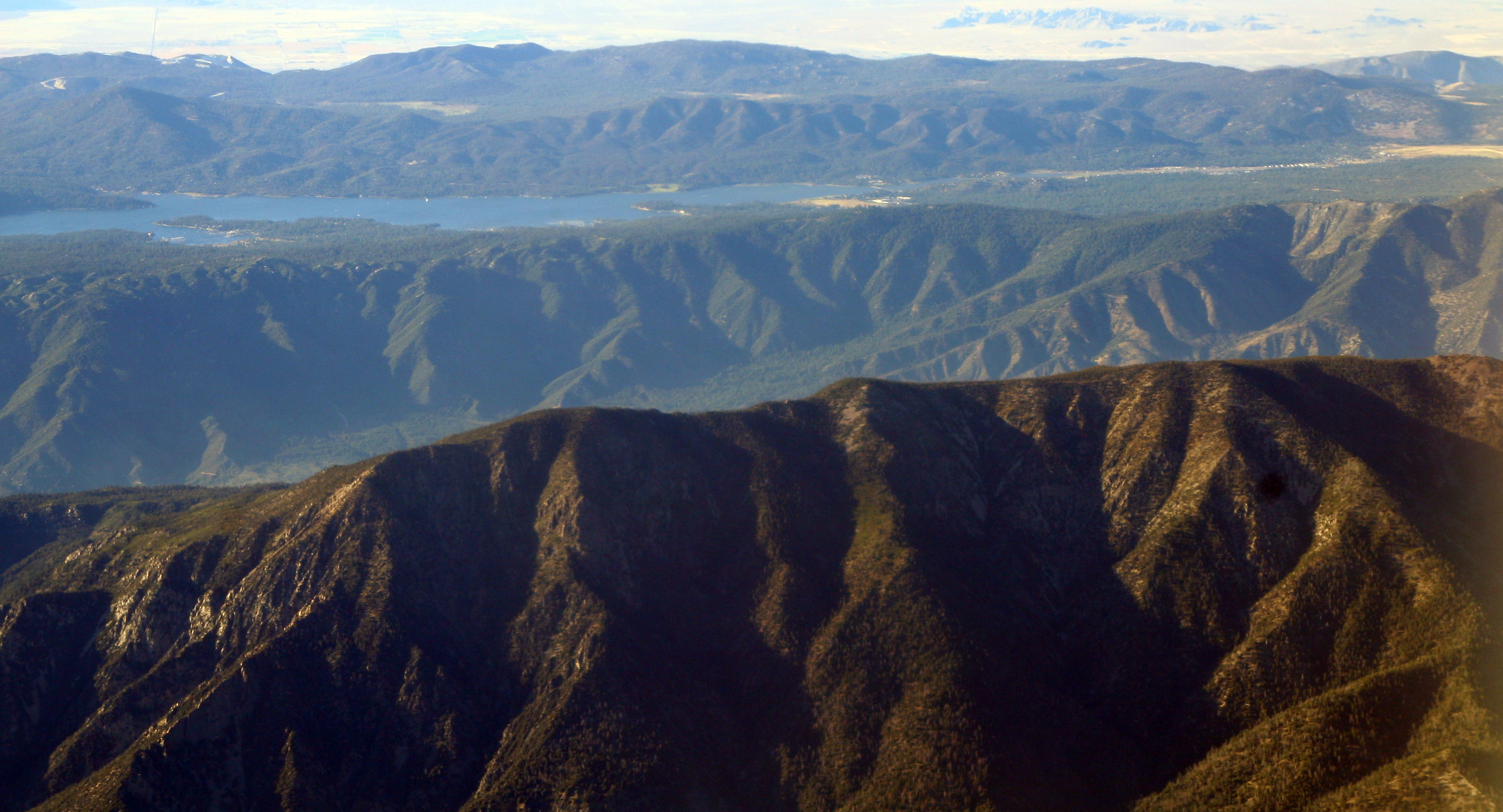
トランスバース山脈はサンアンドレアス断層の隆起によって形成された。サンタアナ・キャニオンは写真の最初と2番目の山脈の間にあり、後景にビッグベア湖がある

古代の火成岩、変成岩および堆積岩がサンタアナ川の地質的地盤になっている。流域の平らなバレーや盆地の地層は、その大半が気候の変動の間の過渡的な海によってまた侵食によって積み上げられた数千フィートの堆積物が埋まっている。盆地周縁の山脈は大半が約7,500万年前の花崗岩底盤のみからなっている。しかし高度8,000ないし9,000フィート (2,400-2,700 m) から上の高地にある岩の多くは、17億年前までの古代変成岩である。この岩は元々太平洋の底で形成された後に山脈の高峰にまで隆起された。氷期であっても南カリフォルニアにはほとんど氷河がなかったので、岩は特に侵食されることもなく数千年間もそこに留まっていた。
多様で複雑な断層と地質的不安定性がサンタアナ川流域を造り上げてきた。サンアンドレアス断層が流域の北側を通っており、南カリフォルニアのトランスバース山脈の一部であるサンバーナーディーノ山脈を隆起させた。エルシノーレ・ウィッティア断層帯がサンタアナ川下流オレンジ郡とリバーサイド郡の郡境付近で横切っている。この断層がサンタアナ山脈、プエンテヒルズ、イーストオレンジヒルズ、チノヒルズ、ロマ山脈およびその他流域下流を北西から南東に横切り、海岸部半島山脈を構成する山脈を隆起させた。大型のサンアンドレアス断層がトランスバース山脈を高度1万フィート (3,000 m) 以上に隆起させたのに対し、半島山脈はその半分くらいの高さである。
最終氷期、ウィスコンシン氷河作用のあいだの気候変動で南カリフォルニアの川は流量が著しく増加し、サンタアナ川は半島山脈で唯一の狭間を造ってこれを分断できた。この時期、サンタアナ川は何度もコースを変え、半島山脈に風隙を形成し、時としてサンディエゴ・クリークの水路を深くした。サンタアナ川は後に元のコースに戻り、サンディエゴ・クリークとは分かれて、ハンティントンビーチとニューポートビーチの台地を横切る風隙を残した。

## 生態系
数百種の動植物がサンタアナ川の多様な気候と植生を特徴付けている。その流域には10以上の植生帯がある。山岳部の植生が少ない高山帯と亜高山帯、中高度の松、ロッジポールマツおよびオークの森林、シャパラル、海岸セージ林、河床に沿って次第に希になっている水辺森林と湿地、樹木とい草が並び植生の薄い事実上海面と同じ高さの海岸地域などである。川の流域では200種の鳥類、50種の哺乳類、13種の爬虫類、7種の両生類およびスチールヘッドマスなど15種の魚類が生息している。
流域の最大部分であるインランド・エンパイアは、暑く乾燥した砂漠気候が支配的であり、あまり野生生物はいない。一方サンジャシント川とテメスカル・クリーク流域の気候と植生はカリフォルニア・セントラルバレー南部のそれに類似している。砂漠の下流はかつて海岸セージ林と草原に覆われたオレンジ郡海岸平原だったが、この地域全体が都市化されてきた。流域の乾燥地域の縁にはシャパラルがあり、硬葉樹林、厚く低い藪および低木で構成されている。シャパラルは高度1,000フィート (300 m) から6,500 （2,000 m) の間では普通に見られ、半島山脈では主に海岸に近い西風の当たる位置に見られる。オークがシャパラルでは最もよく見られる植物であり、地表を深く覆うので、人間やマウンテンライオン、コヨーテ、ボブキャットなど大型動物はこれを横切るのが難しい。シャパラルの成長には山火事と干魃が決定的な要素であり、亜乾燥気候に依存している。
永続流や季節流の岸はカシやプラタナスで縁取られていることが多く、これが本流の水辺森林に変わっている。リバーサイド郡とオレンジ郡境上流の内陸水辺湿地は人口が増えたために自然の状態には留まれず姿を消している。川沿いの水辺森林は減ってきたが、その最大の場所はプラド・ダム背後の広大な湿地であり、ロサンゼルス市のセパルベダ・ダムと同様に盆地の洪水制御として機能するために開発が止められているからである。小さな水底魚であるサンタアナ・サッカーが昔は水辺地帯全体で見付けられたが、現在は流域で滅多に見られない。河口近くではかつて塩沼が多かった。川の両岸数マイルにわたって伸びて、ニューポート・ベイ上流近くまであり、川の代替河口としても機能していた。
高山帯と亜高山帯は、高度が9,500フィート (2,900 m) と高く、年間35インチ (890 mm) とそこそこの雨量があるにも拘わらず、植生が少ない。風に吹き曝される地形では小さな藪と雑草が主であり、小さく節くれ立った松とビャクシンが大半の樹木は亜高山帯の峡谷や影のある窪地に生えている。内陸の高度5,000フィート (1,500 m) 以上の地域ではより深い森がある。ジェフリーマツ、ポンデローサマツ、ブラックオーク、ロッジポールマツおよびヤナギが森林を構成している。山岳部にはカリフォルニア州の山岳に特有な多くの生物であるリス、シマリス、アメリカグマ、ミュールジカや多くの種の渡り鳥が生息している。サンバーナーディーノの渓谷では淡水のニジマスが豊富であり、岸には、ハンノキ、ヤナギおよびコットンウッドが生えている。サンタアナ川とその上流の大きな支流が山岳部峡谷から流れ出てインランド・エンパイアの盆地に入るところでは、沖積低木に囲まれ、砂漠と水辺植生の混合である。本流に沿ってセブンオークス・ダムの下からこれが始まり、ライトル・クリークの合流点で終わっている。

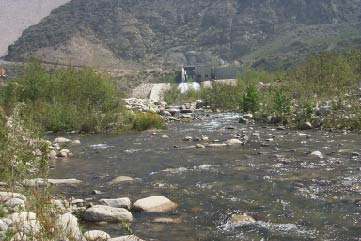
セブンオークス・ダムのすぐ下流から内陸水辺森林の地帯が始まっている

昔からサンタアナ川は「スチールヘッドマスの生息域として南カリフォルニアで最良の水流」と呼ばれてきた。スチールヘッドマスは鮭に似た遡河性の魚類であり、川を遡って産卵する。産卵が1回だけの鮭とは異なり、スチールヘッドマスは何度でも産卵し、寿命も長い。スチールヘッドマスはサンタアナ川の全流域だけでなく、サンティアゴ・クリーク、サンアントニオとチノのクリーク、クカモンガ・クリーク、ライトル・クリーク、シティ・クリークおよびミル・クリークなど主要な支流でも見ることができた。テメスカル・クリークでは居るとしても少なく（1930年代にその支流で放流が行われた）、またサンジャシント川では皆無である。これらはサンタアナ川体系の大半との連絡が無いためである。1950年代まで、スチールヘッドマスは太平洋から回遊してきていた。川の汚染と改修が行われたためにこの川をスチールヘッドマスが生息域とする可能性が無くなり、サンタアナ川の南北にある小さな水流を使って産卵している。その例外は淡水のニジマスであり、セブンオークス・ダムの上流やその他幾つかの支流の上流にも見られる。
外来種が長年にわたってこの流域に問題を生じさせてきた。最も問題の多い外来種はジャイアントリードであり、南カリフォルニア海岸部の多くに蔓延っている。ジャイアントリードは背の高い草あるいは細い竹に似ているが、成長速度が速く在来種に置き換わり、河床を塞ぎ、在来動物の生息域を壊し、山火事の危険性を増す。ジャイアントリードの最も大きな影響はおそらく水を使うことである。急成長する速度を補うために年間56,200エーカー・フィート (69,300,000 m3) の水を消費している。
その他にも外来種がサンタアナ川に影響を与えていることがある。最も顕著なものがコウウチョウであり、牛につく寄生虫や虫を媒介する。この種はスペインのランチョ時代に南カリフォルニアにもたらされた。コウウチョウは「血液寄生虫」であり、すなわちその卵を他の鳥の巣に産み落とす鳥である。最も影響を受けた鳥がリースト・ベルズ・ビレオであり、その生息数は水辺生息域の喪失の影響も受けていた。リースト・ベルズ・ビレオは絶滅危惧種と考えられている。このことは生息域が他の鳥と重なることの多い南西ヤナギタイランチョウも同じである。ソルトシーダーも外来大型雑草であり、ジャイアントリードと同様大量の水を吸収する。ジャイアントリードとは異なり、根が深いので除去が難しいだけでなく、深い地下水に近付いてそれを吸収する。しかしソルトシーダーは動物達の生息域には成らないことではジャイアントリードと似ている。

## 歴史

### 最初の住人
サンタアナ川流域に人類が住んだのは9000年から12000年前に遡り、完新世初期に近い。この地域に住んだ最初のインディアンは遊牧民であり、肥沃な草原で動物に草を食ませ、食用に果実や種を採取して土地から土地に渡り歩いていた。これら初期民族の祖先は、アメリカ合衆国北西部のショショーニ語族とユト・アステカ語族から発していた。この流域の人口は最盛期に約15,000人に達した。約8000年前、気候が変動して乾燥するようになり、当初は遊牧民だった者が1つの場所に長く留まるようになり半遊牧民となった。しかし、まだ農業を初めておらず、家畜を育てたり集落に住むこともなかった。カリフォルニア州の多くのインディアン部族と同様に、内陸バレー住人の多くにはドングリが不可欠な食料だった。大洋に近く住む人々は食料を求めて潮溜まりや海岸に近い水流の小動物を釣ったり狩ったりすることが多かった。
近代に近付くと幾つかのインディアン部族が川添いの土地を支配した。上流の盆地はユハビアタム族あるいはユハレツム族、南東盆地はパヨムコウィシュム族、砂漠地域はカウィーア族、下流盆地はトングバ族だった。ユハビアタム族は通常サンタアナ川とその支流の山岳部水源に住んだ。今日ではインランド・エンパイア盆地の縁、サンバーナーディーノ郡およびサンバーナーディーノ山脈の麓丘陵部だった。トングバ族は平坦な海岸平原に住んだ。今日ではサンタアナ山脈の南、オレンジ郡内だった。彼等は北のサンガブリエル山脈から南のアリソ・クリークまでロサンゼルス盆地を含む海岸部全てを支配した2つの集団のうち大きな方でもあった。

### スペイン統治時代

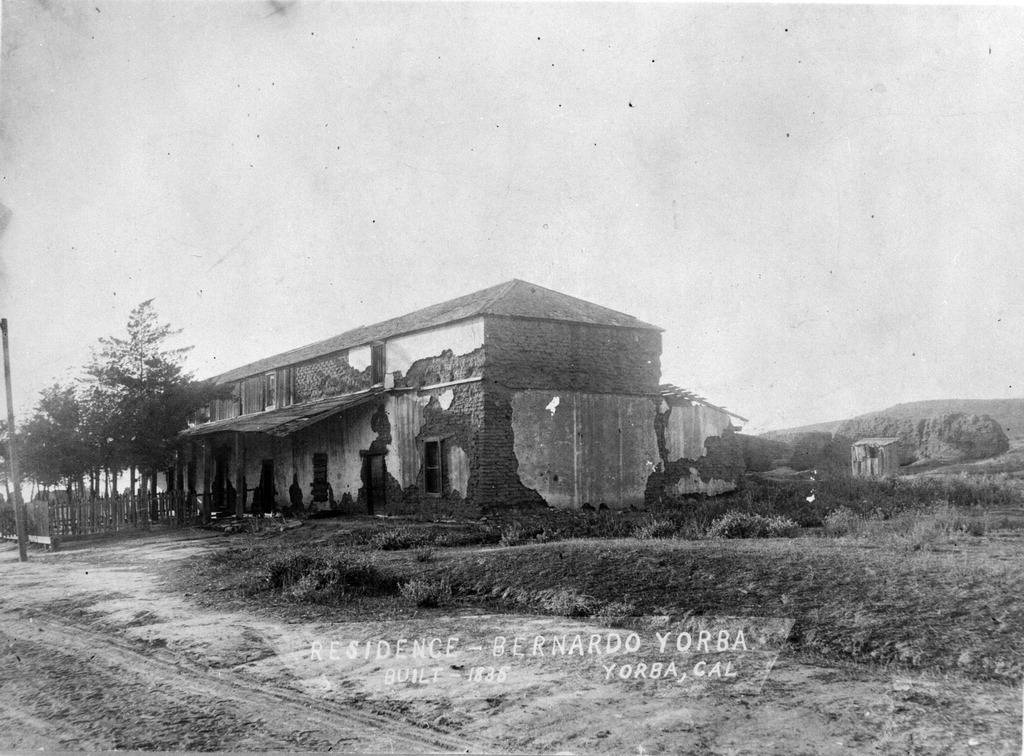
ベルナルド・ヨルバ・アドベ、1835年にランチョ・キャノン・デ・サンタアナにメキシコ人開拓者が建てた

スペイン人探検家フアン・ロドリゲス・カブリロが1542年にチャンネル諸島への航海途中で南カリフォルニア海岸沖を航海したとき、サンタアナ川河口を通過した。それから200年以上後の1769年、ガスパル・デ・ポルトラがこのときスペインの海外領土だった南カリフォルニア海岸を北に陸路遠征を行い、この川に名前を付けた。1769年7月26日、この日は聖アンの祝祭日であり、この遠征隊はサンタアナ川がサンタアナ山脈北部の峡谷から出てきた所近くで宿営した。彼等はこのバレーをサンタン（Saint Anne）と名付け、川と山脈の名前はそれから得られた。遠征隊の一員だったフアン・クレスピ神父がこの川は「エル・リオ・デル・ドゥルシシモ・デ・ヘスス・デ・ロス・テンブロレス」（El Rio del Dulcissimo de Jesus de los Temblores）と名付けたと述べており、遠征隊が川岸の宿営地に来た時に襲ってきた地震について言及している。間もなく川の名前が「リオ・デ・サンタアナ」（聖アンの川）と変わり、これが現在も通用している。
サンタアナ川やその流域には伝道所が置かれなかったが、スペインがインディアンに近くの伝道所で働くことを強制したために、この地域にはインディアンが居なくなった。近くの伝道所とは大天使サンガブリエル伝道所やサンルイスレイ伝道所などだった。この影響を受けた部族はその伝道所に因んだ部族名となり、ガブリエリーニョやルイセーニョと呼ばれるようになった。困難な労働と生活の条件、および天然痘などヨーロッパから伝わった伝染病のために、ほぼ50年間続いた伝道所時代にインディアンの大半は死んでしまった。新しく独立したメキシコが成立させた1833年脱宗教化法によって伝道所時代は終わった。伝道所時代の後のインディアン人口はほとんど完全に消滅した。人が居なくなったので元からある宗教も失われ、その土地の大半はスペイン開拓者に取り上げられた。メキシコ政府が脱宗教化法によって意図したのはインディアンに独自の土地と資産を与えようとしたものだったが、その法の条項が実際に適用されることは無かった。スペイン人開拓者は残っていたインディアンの土地に侵入を続け、最終的にインディアンは周辺の砂漠や高山の中に追い遣られた。
伝道所時代のあとはランチョの時代になった。これは伝道所が持っていた広大な土地裕福な個人に所有されるランチョに分割されることで起こった。サンタアナ川流域で最初のランチョは、その下流左岸にあった広さ62,500エーカー (250 km²) のランチョ・サンティアゴ・デ・サンタアナだった。このランチョはドン・フアン・パブロ・グリハルバが1801年には既に取得していた。川沿いの他のランチョも続き、その中には伝道所時代に開拓されていなかった内陸部のものも含まれていた。ランチョの設立によって南カリフォルニア海岸部での牛の飼育という伝統が始まり、19世紀の後半までは続いた。しかし農業も始められていたが、まだ主要産業にはなっていなかった。1825年にサンタアナ川で起こった洪水によって川の流れが一時的にニューポート湾の出口に代わり、バルボア島の一部となる堆積物を残した。サンタアナ川流域のランチョには幾つかの町、軍事基地および交易拠点があった。サンタアナ川流域は長い間南カリフォルニアで最も繁栄する地域の一つになっていた。

### アメリカ人の入植
1840年代後半、米墨戦争のときにカリフォルニアはメキシコからの独立のために戦った。このときアメリカ人がメキシコの軍隊に勝利するためにサンタアナ川が重要な役割を演じた。カリフォルニア独立革命から1年後の1847年、メキシコの軍隊がロサンゼルス地域にいたアメリカの小部隊を攻撃するために北に向かった。しかし、サンタアナ川が洪水を起こしてメキシコ軍の渡河を阻んだ。洪水が引いたとき、アメリカ人は十分な準備ができており、メキシコ軍を追い出すことに成功した。
1848年にカリフォルニア共和国がアメリカ合衆国に吸収されると、アメリカ人開拓者が大挙してサンタアナ川流域に移動してきた。メキシコ時代のランチョはさらに小さな個人資産として分割され、灌漑を施した農業が大規模に始まった。サンタアナ市が最初にあった場所にサンタアナ・ビエホの町が造られたのがこの時期だった。1854年、モルモン教徒が上流のインランド・エンパイアに入植し、サンバーナーディーノ市を造って、サンタアナ川、ライトル・クリークおよびミル・クリークの水を灌漑に用い繁栄するようになった。牧畜業が衰退を始め、農園が牧場に代わった。間もなく白人開拓者の数がヒスパニック系の数を上回るようになった。この時期に起こったカリフォルニア・ゴールドラッシュによって多くの人々を州内に引き寄せたが、その多くは南カリフォルニアに留まった。
1860年、サンタアナ川の北側分水界の先で探鉱師ウィリアム・ホルコームがかなりの量の金埋蔵量を発見し、サンバーナーディーノ山脈という近い場所でゴールドラッシュが起こった。この発見により当時としてはフルスケールの金探鉱が始まった。サンタアナ川は鉱山師がこの地域に入る導線となり、上流盆地の森林の多くはブームの高い資源需要を満たすために切り払われた。同じ年にライトル・クリークでも金が発見された。ゴールドラッシュに続いて、柑橘類の栽培がサンタアナ川流域下流の経済の根幹になっていった。19世紀の後半を通じて柑橘類の果樹園が海岸平原の大半を占め、オレンジ郡という名前のもとになった。

### 洪水、干魃とその遺産
1860年代はその繁栄の度を増した時代だったが、一連の自然災害に見舞われた時でもあった。1862年、一連のハリケーンによる大雨によってサンタアナ川の岸が崩壊し、数千エーカーの土地に浸水して、20ないし40人の命を奪った。それまでの記録にも無い大洪水となった。川沿いの堤防が多くの場所で決壊し、サンタアナ・キャニオンの出口からサンタアナ山脈を抜ける川筋まで数マイルの幅に拡がった水がインランド・エンパイアの部分に溢れた。下流のオレンジ郡では存在した洪水対策の工作物をほとんど全て無力化し、海岸平原は内陸の海に変わった。その水流は1000年に1度のものと言われ、最高時にはミシシッピ川の平均流量の半分以上となるおよそ 9,000 m³/s と計算された。洪水が終わった後ですら、この地域には逆境が続いた。洪水の後2年間極度の干魃のために数万頭の家畜が死んだ。この3年間に味わった困難さにも拘わらず、状態が平静に戻ったあとのサンタアナ川流域は再度繁栄する農業地域になった。サンタアナ市とリバーサイド市がそれぞれ1869年と1870年に設立された。
1934年と1938年に起こった破壊的に洪水によって地域の柑橘類産業が一部終わらせられることになった。1938年、サンタアナ川の堤防が再び決壊し、アナハイム市とオレンジ市は水深4フィート (120 cm) まで水没し、数千エーカーの表土を奪い、柑橘類の樹林の多くを破壊した。この惨事で約60人が死亡し、約68,400エーカー (273 km²) の土地が水没した。ただし、流量は1862年の3分の1に過ぎなかった。この洪水の被害が甚大だったので、アメリカ陸軍工兵司令部は1940年代からダムを造り、川をコンクリートで固めることを始め、ミシシッピ川より西では最大の対洪水対策と宣言した。プラド・ダムが1941年に建設され、河口から約30マイル (48 km) 上流のインランド・エンパイアで水を止めるように設計された。このダムの貯水池であるプラド洪水制御ベースンは70年に1回の洪水を扱えるようになった。

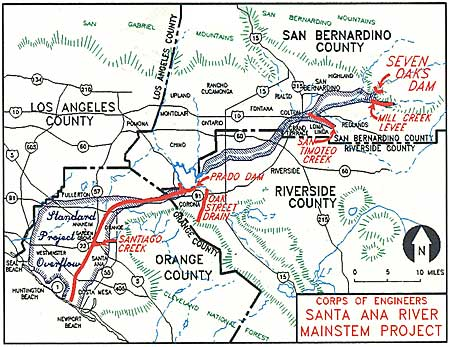
アメリカ陸軍工兵司令部によるサンタアナ川の100年洪水面図

プラド・ダムによって対洪水対策が増したことで、南のロサンゼルス盆地から主要製造業が移ってくるようになり、1950年代と1960年代は南カリフォルニアの住宅ブームが起こり、サンタアナ川流域は3度目にして最後の土地用途の変遷、すなわち農業用地から都市化への転換が進んだ。サンタアナ川盆地の人口は劇的に増加したが、それと共に洪水による損害の規模も大きくなる恐れが出てきて、プラド・ダムで与えられる保護もいささか覚束ないものだった。住宅や都市化部がかつては農地だった川の洪水面にまで伸びてきて、川は狭い水路に押し込められるようになり、20世紀の変わり目頃に起こったような洪水ならばより大きな損害を与えることが予測された。道路や建物の建設により降雨のときのいわゆる都市流出水で川に流れ込む水が問題になった。実際にサンタアナ川は1969年に再度洪水を起こし、インランド・エンパイアの流出水の大半はプラド・ダムで止まって、おそらくオレンジ郡の大きな洪水を防いだが、サンタアナ山脈から流れ出る大きな支流であるサンティアゴ・クリークはその岸が抉られて、タスティンやオレンジの町では住宅がある地区の岸が無くなるまでになった。
1964年、サンタアナ川主流プロジェクトが初めて提案された。これは下流の30.4マイル (48.6 km) をコンクリートで固めてしまうものであり、1989年に工事が始まり、今日のオレンジ郡内の水路は事実上巨大な排水溝になっている。2つめのダムであるセブンオークス・ダムが1999年に完工した。このダムはサンタアナ・キャニオンの流出水がインランド・エンパイアに入る前に抑えている。このダムは350年に1度の洪水に耐えるよう設計された。今日の川は堤防の間とコンクリート水路の中にあり、特に下流域では洪水を排水する水路としてのみ機能している。

## 現在の活動

### 汚染と再生

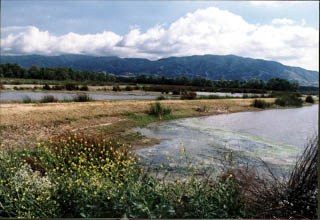
サンタアナ川のプラド洪水制御ベースンは主流に沿った地域では最大の水辺植生が残る場所の1つである

南カリフォルニアの多くの河川と同様に、サンタアナ川流域は酷く汚染されて使われている。セブンオークス・ダムより上流の主流はその上流の支流の多くと同様自由に流れている。しかし、一旦インランド・エンパイア盆地に入ると、その流れの大半は生活用水と農業用水に組み込まれてしまう。サンバーナーディーノ市より下流の流れはその大半が45の下水処理場からの排水と乾期の都市流出水であり、それがプラド・ダムで集められている。下流のオレンジ郡に流れた水は別の1組のダムで堰き止められて、約1,100エーカー (4.4 km²) の地下水再生盆地に溜められ、オレンジ郡の飲料水年間約218,000エーカー・フィート (265,800,800 m³)、すなわちその用途の3分の1を供給している。そのダムの下流では太平洋に注ぐ前にさらに多くの都市流出水を集めている。サンタアナ川はアメリカ合衆国環境保護庁の「修復された水路の『有害問題点」リスト304」に挙げられている。
多くの組織が川を再生することに民間の興味を喚起するために形成されてきた。その最も著名なものがサンタアナ川流域プロジェクト局であり、この地域にある5つの都市水道地区によって形成された。2つめの組織はサンタアナ川放流者協会である。双方ともサンタアナ川が水の供給と洪水制御以外にどのような恩恵をもたらしてくれているかを研究し、下流のコンクリート化された部分を元に戻すことも検討している。この研究は「利用・到達可能性解析」と呼ばれ、州議会に提出され、承認された。しかし、環境保護庁に提出されたときに拒否された。その結果、川に沿った都市化によって生じた生態的な損傷を修復するための行動はほとんど行われていない。その他のプロジェクトとしては、サンタアナ川流域計画諮問委員会、およびサンタアナ川流域同盟がある。

### レクリエーション

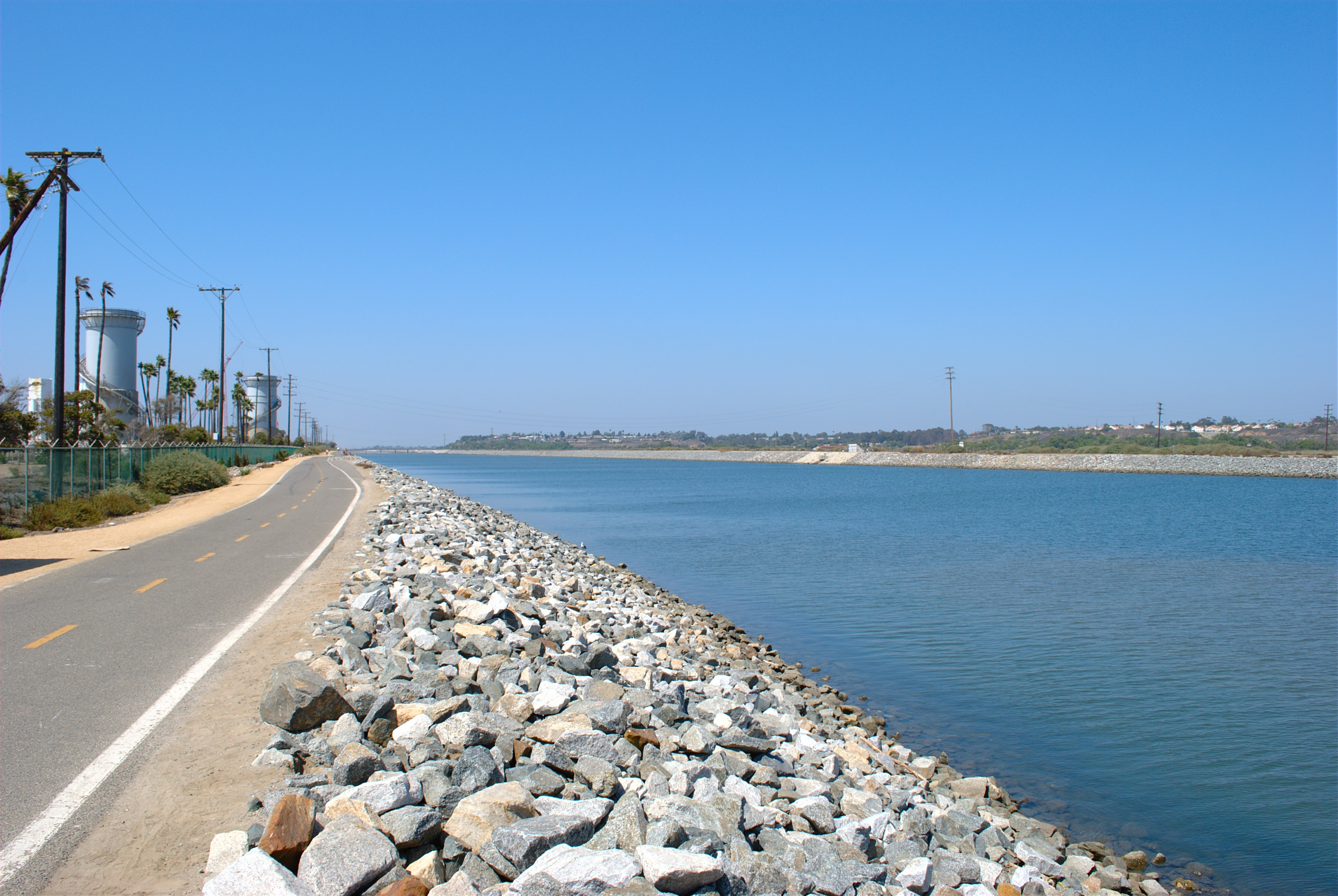
サンタアナ川自転車道

サンタアナ川流域では多くのレクリエーションを行える可能性がある。サンタアナ川自転車道は完成すればハンティントンビーチの河口からサンバーナーディーノ山脈近くまで伸びることになっており、現在でもプラド・ダムまで約30マイル (50 km) がある。最終的な総延長亜ｈ70マイル (110 km) 以上になる。リバーサイド郡ではヒドンバレー野生生物地域にも全長25マイル (40 km) のレクリエーション道路がある。サンタアナ川流域には、クリーブランド国立の森、サンバーナーディーノ国立の森、エンジェルス国立の森、サンジャシント山州立原生地域、チノヒルズ州立公園およびペリス湖レクリエーション地域が入っている。幾つかの団体がサンタアナ川公園を計画しており、全流域に渡って川の両岸の帯を含む予定である。この流域でビッグベア湖、エルシノーレ湖およびアーバイン湖は人気のあるレクリエーション用湖である。サンタアナ川は事実上これらの湖のどれも流れてはいないが、それぞれ支流を介して本流に水を注いでいる。アナハイム近くにあるサンタアナ川湖はこの川から得られる水を使った養魚場が人気がある。

## サンタアナ川と交差するもの
合計65の道路・橋・ダムがサンタアナ川と交差している。以下、河口から上流への順にリストアップする。

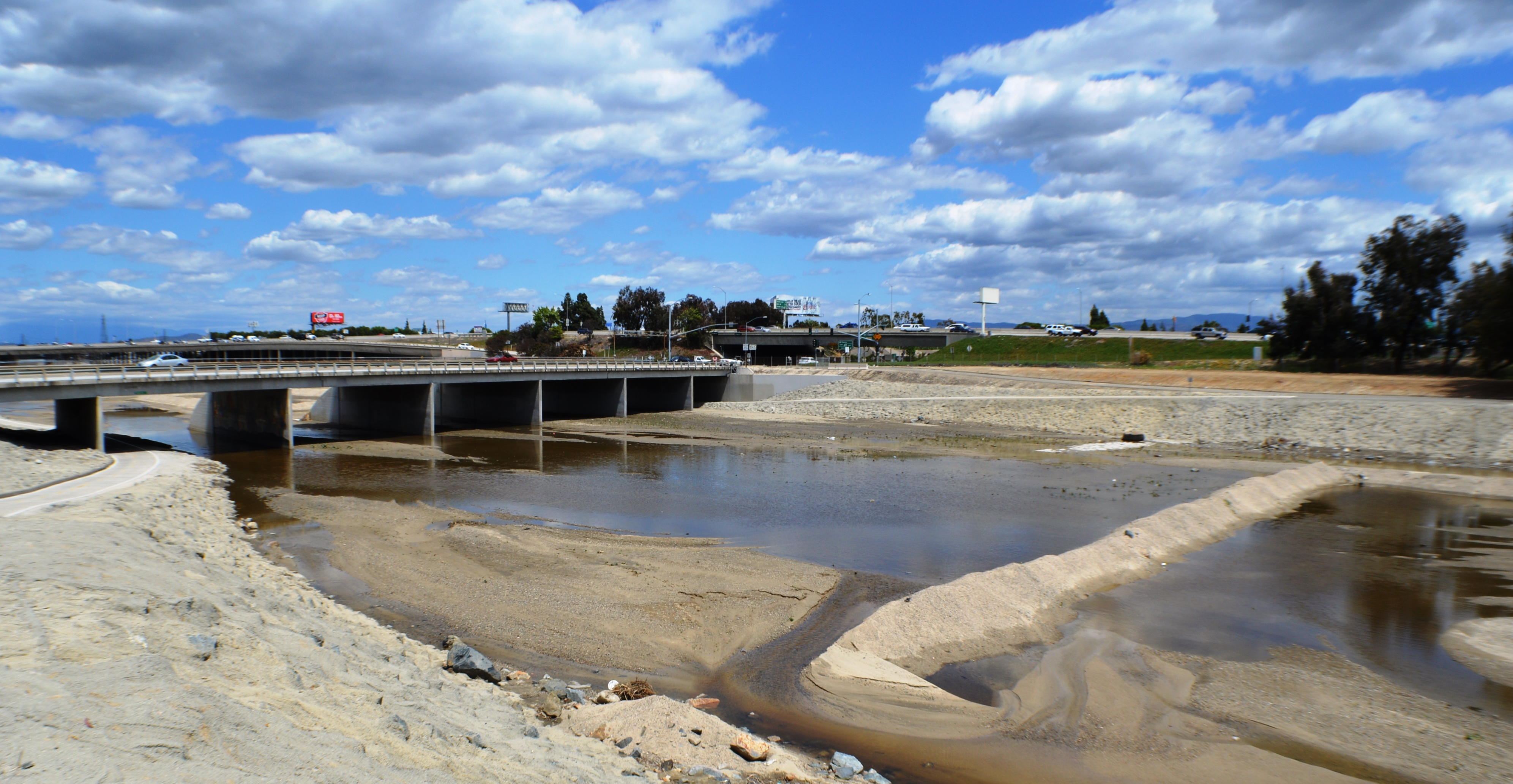
アナハイム側の岸から見るオレンジウッド・アベニュー橋とオレンジ・フリーウェイ

| - オレンジ郡 - カリフォルニア州道1号線 パシフィックコースト・ハイウェイ - ビクトリア通り - アダムズ・アベニュー - 州間高速道路405号線 （サンディエゴ・フリーウェイ） - タルバート・アベニュー/マッカーサー・ブールバード - スレイター・アベニュー/ウェスト・シージャーストローム・アベニュー - ワーナー・アベニュー - ハーバー・ブールバード - エディンジャー・アベニュー - マクファデン・アベニュー - ライアン通り - ボルサ通り/1番通り（サンタアナ） - 5番通り（サンタアナ） - 元太平洋電気鉄道橋 - フェアビュー通り - ウェストミンスター・アベニュー/17番通り（サンタアナ） - ガーデングローブ・ブールバード/メモリーレーン - カリフォルニア州道22号線 （ガーデングローブ・フリーウェイ） - 州間高速道路5号線 （サンタアナ・フリーウェイ） - チャップマン・アベニュー - オレンジウッド・アベニュー - カリフォルニア州道57号線 （オレンジ・フリーウェイ） - メトロリンク・オレンジ郡線とアムトラック パシフィック・サーフライナー - カテラ・アベニュー - 鉄道橋 - タフト・アベニュー - リンカーン・アベニュー - グラッセル通り - メトロリンク・インランド・エンパイア・オレンジ郡線 - タスティン・アベニュー - カリフォルニア州道91号線 （リバーサイド・フリーウェイ） - レイクビュー・アベニュー - カリフォルニア州道90号線 （インペリアル・ハイウェイ） - ウエァキャニオン道路 - ジプサムキャニオン道路 | - リバーサイド郡 - グリーンリバー道路 - メトロリンク91線とインランド・エンパイア・オレンジ郡線 - カリフォルニア州道71号線 チノバレー・フリーウェイ） - プラド・ダム - リバー道路 - ハムナー・アベニュー - 州間高速道路15号線 （オンタリオ/コロナ・フリーウェイ） - ヴァンビューレン・ブルバード - メトロリンク・リバーサイド線 - ミッション・ブールバード/ブエナビスタ・アベニュー - カリフォルニア州道60号線 （ポモナ/モレノバレー・フリーウェイ - マーケット通り - サンバーナーディーノ郡 - リバーサイド・アベニュー - ラカデニャ・ドライブ - メトロリンクインランド・エンパイア・オレンジ郡線 - 鉄道橋 - マウントバーノン・アベニュー - アムトラック・サンセット・リミテッドおよびテキサス・イーグル - 州間高速道路10号線 （サンバーナーディーノ/レッドランズ・フリーウェイ） - 州間高速道路215号線 （サンバーナーディーノ/リバーサイド・フリーウェイ） - E通り - ウォーターマン・アベニュー - サザン・パシフィック鉄道（計画中のサンバーナーディーノ・レッドランズ旅客鉄道線） - オレンジショー道路 - ティッピカヌー・アベニュー - アラバマ通り - カリフォルニア州道210号線 （フットヒル・フリーウェイ） - オレンジ通り - グリーンスポット道路 - サンタアナ・キャニオン道路 - セブンオークス・ダム |